# 高崇熙 (化學家)
高崇熙（1901年9月14日—1952年2月12日），男，祖籍河北省雄縣，是中國近代無機化學家、化學教育家。

## 生平

### 求學時期
1919年高崇熙考進清華留美預備學校，並於1922年考進美國威斯康星大學化學系，在V.Lenher教授的指導下，在1926年獲得博士學位。
高崇熙在美國求學期間，最爲人知的是對硒元素的研究。他在1925年至1926年間與導師發表了6篇與硒有關的論文，其中他對一氯化硒、一溴化硒與其他硒化合物的合成的研究最爲著名。

### 學術、教育生涯
高崇熙畢業後回國，歷任清華大學、西南聯合大學的化學系教授，兼任北京大學的教授，教授定量分析、稀有元素、無機製備、有機合成等科目。他在1928年擔當系主任的職責，邀請張子高、薩本鐵、黃子卿等著名化學家到清華大學化學系任教，每門學科都找專門的教授任教，希望學生可以博采衆家之長，不存門戶之見，為化學系奠定扎實的基礎。
在三十年代，清華大學籌建化學館，高崇熙為籌建事宜傾盡心血，親自參加設計、施工和各種設施的安裝。因此化學館又有一個別名——高公館。
中華人民共和國建國初期，高崇熙致力研究玻璃的生產，讓中國實現硬質玻璃實驗儀器的國產化。
高崇熙的研究涉獵甚廣，涵蓋有機、無機化合物的合成和定性分析，爲中國化學發展奠定基礎。

### 逝世
高崇熙於1952年2月12日服氰酸身亡，享年50歲。

## 成就

### 硒化合物
高崇熙及其導師Lenher教授致力研究硒化合物的合成，例如一氯化硒、硒酸、某些硒酸鹽；以及硒與碲兩種元素的分離。
在一氯化硒的合成中，過往科學家以爲其產物不得與水接觸，但經過高崇熙的多番嘗試，發現可在70%水的體系中製備一氯化硒，產率為90%。

### 分析化學
高崇熙對分析化學有重大的貢獻，他研究了很多方法來鑒定不同的有機化合物。對於醛類和酮類，他發現可以用鄰溴代苯甲酰肼、間溴代苯甲酰肼、對溴代苯甲酰肼等為鑒定劑；醇類和醛類化合物則可用二甲二氫雷瑣辛去鑒定；而胺類化合物，則可用間硝基苯甲酰異硫氰酸酯和對溴代苯甲基曡氮去鑒定。
另外，高崇熙和陳克恢發現了陳-高反應，用A（體積分數為1%的醋酸水溶液）、B（把1g硫酸銅溶於100mL水的溶液）、C（2當量濃度的氫氧化鈉水溶液）三溶液來鑒定麻黃鹼等苯乙胺衍生物。

Chelate complex of the Chen-Kao reaction starting from (1S,2S)-pseudoephedrine

### 有機合成
高崇熙研究庚烷、苯甲醛、丙二酸酯、苯乙酸酯、芳香酰胺的合成。又發現腈類化合物可由酰胺脫水而成。

### 教育
高崇熙一生盡心盡力地教導學生，有很多當代化學家、著名人物都是他的學生，如胡亞東、張青蓮、雷興翰、龔育之等。

## 評價
- 北京大學教授傅鷹：高先生受不住折磨死掉了。他一死，我国的无机化学便失掉了识途老马。现在我们在定科学规划的时候，便深感这一门学科带路无人。
- 前中國科學院化學研究所所長胡亞東：正是，先生已乘“化学”去，此地空余化学楼！先生一去不复返，亮节高风兀自留。[24]

## 紀念
清華大學有一高崇熙教授塑像，是諸多化學系的校友倡議、捐款落成，由清華大學美術學院創作而成。